# Tatiana Cordero
Tatiana Cordero Velázquez (23 de febrero de 1961-Quito, 13 de abril de 2021) fue una escritora y activista feminista ecuatoriana, considerada como una de las precursoras en la lucha por los derechos de las mujeres y de las poblaciones LGBT en Ecuador.

## Trayectoria
Junto a la activista Nela Meriguet creó en 1989 el Taller Comunicación Mujer, una organización feminista que centró sus esfuerzos en desarrollar mapeos sobre los casos de femicidios en Ecuador y en promover proyectos educativos que cuestionaran la heteronormatividad. Cordero fue además una de las personas que denunció la existencia de las llamadas "clínicas de deshomosexualización" tanto en el país como en el extranjero.
En el 2011 crea el impreso "Hacia la sociedad de la información y el conocimiento en Costa Rica"  publicado por el Programa Sociedad de la Información y el Conocimiento de Universidad de Costa Rica en Montes de OCA en Costa Rica.
Durante el 2013 como directora ejecutiva del Fondo de Acción Urgente de América Latina (FAU-AL) promueve la iniciativa colaborativa "Mujeres, Resistencias y Poderes en la Sombra" que implico un diseño e implementación de acciones de manera conjunta con otras activistas, organizaciones de mujeres y académicas con quienes incidió en políticas públicas en México, Guatemala, Honduras, Nicaragua, El Salvador, Colombia, Ecuador y Estados Unidos.

### Fallecimiento
Falleció el 13 de abril de 2021 en Quito, a causa de un cáncer.Al momento de su fallecimiento se desempeñaba como directora de la FAU-AL, entidad que había fundado.

## Publicaciones
- El cuerpo en tres tiempos (2007), poesía[8]
- Hacia la sociedad de la información y el conocimiento en Costa Rica (2011).[4]
- Narcotráfico: poderes en la sombra y su impacto oculto en la vida de las mujeres en América Latina. Realidades vs. Política de drogas (2013).[9]